# カタラガマ (スリランカ)
カタラガマ（シンハラ語: කතරගම, タミル語: கதிர்காமம், 英語: Kataragama）は、スリランカのウバ州モナラーガラ県にある仏教徒、ヒンドゥー教徒、ヴェッダ人の巡礼地。南インドからも巡礼者が訪れる。地名の由来ともなったヒンドゥー教の神スカンダをまつるカタラガマ神殿がある。中世には小さな村であったカタラガマは現在、スリランカ南東部で急速に発展し続けている。
キリ・ヴィハーラ寺院にある仏塔がランドマークとなっている。この仏塔は紀元前6世紀に地元のマハセーナ王によって造られたとされている。紀元前から数多くの歴史に登場する場所であり、かつてはルフナ王国の都であった時期もある。1950年代以降政府による開発が行われ、公共交通、医療福祉、ビジネス、観光施設などが充実して行った。近隣にはヤーラ国立公園もある。

## 地名の由来
この地が初めて文献に現れるのは、パーリ語で書かれた年代記マハーワンサであり、この地を「カージャラガーマ」と表記していた。マハーワンサでは、サンガミッターによってスリー・マハー菩提樹がスリランカにもたらされた際、それを祝う祭りにカージャラガーマの貴族たちも参加したという。その他、ヒンドゥー教の神スカンダ（カーティケヤ）の村という意味の「カーティケヤ・グラマ」がなまってカタラガマになったという説もある。ただし、地名の由来については専門家の間で統一の見解は存在しない。
シンハラ語の「カタラガマ」が文字通り意味するのは「砂漠の中の村」であり、実際この村は乾燥地帯に位置している。ちなみに、砂漠を意味する「カタラ」と村を意味する「ガマ」からなる。一方、タミル語の「カティルカーマム」は光を意味する「カティル」と愛を意味する「カーマム」からなっており、同じくスカンダの伝説から来ているとされる。
先住民であるヴェッダ人の間では「川の猟師」を意味する「オー・ヴェッダ」または「オヤ・ヴェッダ」と呼ばれている。スリランカ・ムーアはイスラム教の聖人であるヒズルをまつるイスラム寺院があり、そこへ訪れる。

## 歴史

### 先史時代
カタラガマ周辺には少なくとも12万5千年前から人類が生活していた痕跡が残されている。また、石器時代に人類が生活していた痕跡も残されている。

### 歴史時代
歴史時代に入ると、この地域周辺では小規模なため池による灌漑農業が行われるようになった。カタラガマが初めて年代記に登場するのは紀元5世紀に書かれたマハーワンサである。そこでは、カタラガマから高僧が紀元前288年にマウリヤ朝のアショーカ王から菩提樹を受け取りに来たという記載がある。
ルフナ王国時代には都として繁栄し、セイロン島北部の王国が南インドの王国から侵攻された際の避難先となっていた。しかし、13世紀になるとこの周辺の地域は放棄されたと考えられている。
考古学的発見によると、キリ・ヴィハーラは紀元前1世紀に一度改築されていると考えられる。この地域にはその他にも数多くの遺跡が残されている。カタラガマ神殿では、16世紀までにシンハラ仏教の守り神ともされているスカンダを祀るようになった。また15世紀までにはこの町がインド、スリランカのヒンドゥー教徒の巡礼地として人気を博するようになった。カタラガマ神殿の人気は、16世紀にタイで書かれたパーリ語の年代記にも記されている。

## カタラガマ神殿

### 聖地として
カタラガマは複数の宗教において聖地となっており、多くのスリランカ人はカーストや部族を超えてカタラガマ神への崇敬を抱いている。カタラガマ神はこの国において強力な神であり、個人的な問題の解決やビジネスでの成功、念願成就など数多くのご利益があるとされる。

### ヒンドゥー教
スリランカや南インドのタミル系ヒンドゥー教徒たちはこの町を「カティルカマム」と呼び、ヒンドゥー教の神スカンダと結び付けられている。スカンダは南インドのヒンドゥー教シヴァ派では「スブラフマニヤ」とも呼ばれており、その他にもクマーラやカールッティケーヤなどという別名もある。スカンダの別名に多く含まれる「カティール」はぼんやりとした光を意味する言葉である。外見は6つの顔と12本の腕を持つ姿か、もしくは1つの顔と4つの腕を持つ姿で表される。

### 仏教
スリランカ仏教ではカタラガマ神を「仏教の守り神」として祀っており、この地はスリランカ仏教16の巡礼地の1つとなっている。同国の年代記『マハーワンサ』によると、インドから菩提樹（スリー・マハー菩提樹）がアヌラーダプラへもたらされた際、カタラガマの貴族が祝いに訪れたとされている。カタラガマ神殿の裏にある菩提樹は、このスリー・マハー菩提樹から植樹された8本のうちの1本であり、紀元前3世紀に植えられた。
神殿の近くには仏塔が建てられているが、これはマハセーナ王によって建立されたとされている。伝説によると紀元前580年に釈迦が3度目にスリランカを訪れた際、当時この地を支配していたマハセーナ王と面会しこの仏塔の場所で説教を行なったとされる。これらの伝説により、この地はスリランカの仏教徒にとって聖地とみなされている。